# لوازم الکترونیکی منعطف

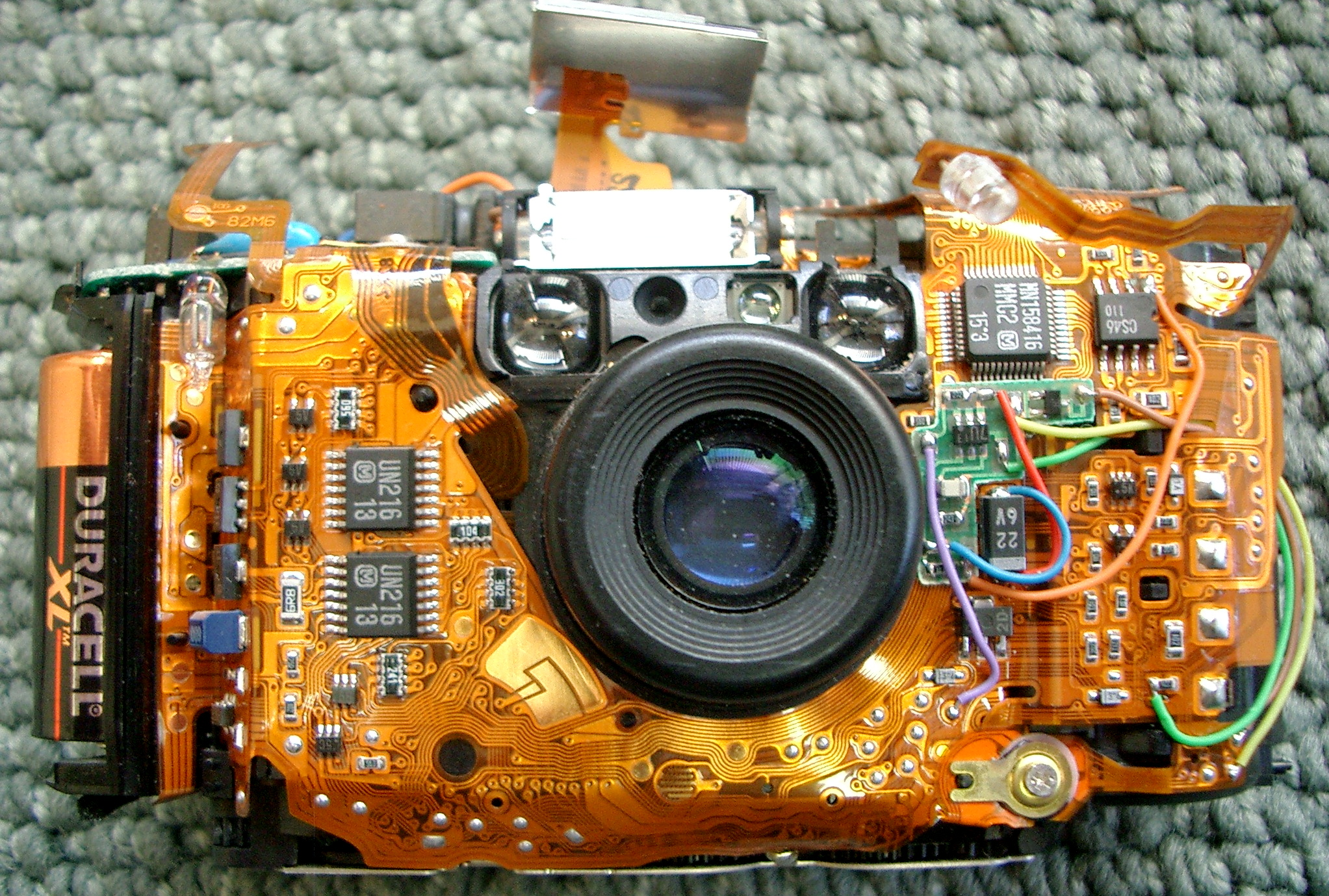
یک دوربین Olympus Stylus که نشان دهنده مدار پیچشی مدار است.

الکترونیک خَم‌پذیر (به انگلیسی: Flexible electronics)، که همچنین از آن بعنوان مدارهای خم‌شو یاد می‌شود، فناوری‌ای برای هم‌گذاردن مدارهای الکترونیکی با سوار کردن دستگاه‌های الکترونیکی بر بسترهای پلاستیکی خم‌پذیر، همچون پلی‌آمید، پلی‌اتراترکتون، یا فیلم پلی‌استر رسانای شفاف است. افزون بر این، مدارهای خم‌پذیر می‌تواند مدارهای نقره‌ای چاپ شده بر روی صفحه باشد که بروی پلی‌استر قرار گرفته باشد. هم‌گذارده‌های الکترونیکی خم‌پذیر را می‌توان با بهره از قطعه‌های همسانی که برای تخته‌مدارهای چاپ سخت استفاده می‌شود ساخت، که امکان اینکه تخته به شکل مطلوب در آید را فراهم می‌آورد، یا آنکه آن را به هنگام استفاده خم کرد. یک رویکرد جایگزین برای الکترونیک خم‌پذیر این است که از تکنیک‌های اچینگ گوناگون که برای نازک کردن بستر سیلیکونی سنتی به چند ده میکرومتر برای بدست آوردن خم‌پذیری قابل قبول، که از آن بعنوان سیلیکون خم‌پذیر (~۵ میلی‌متر شعاع خمیدگی) یاد می‌شود، استفاده کرد.

## کاربرد

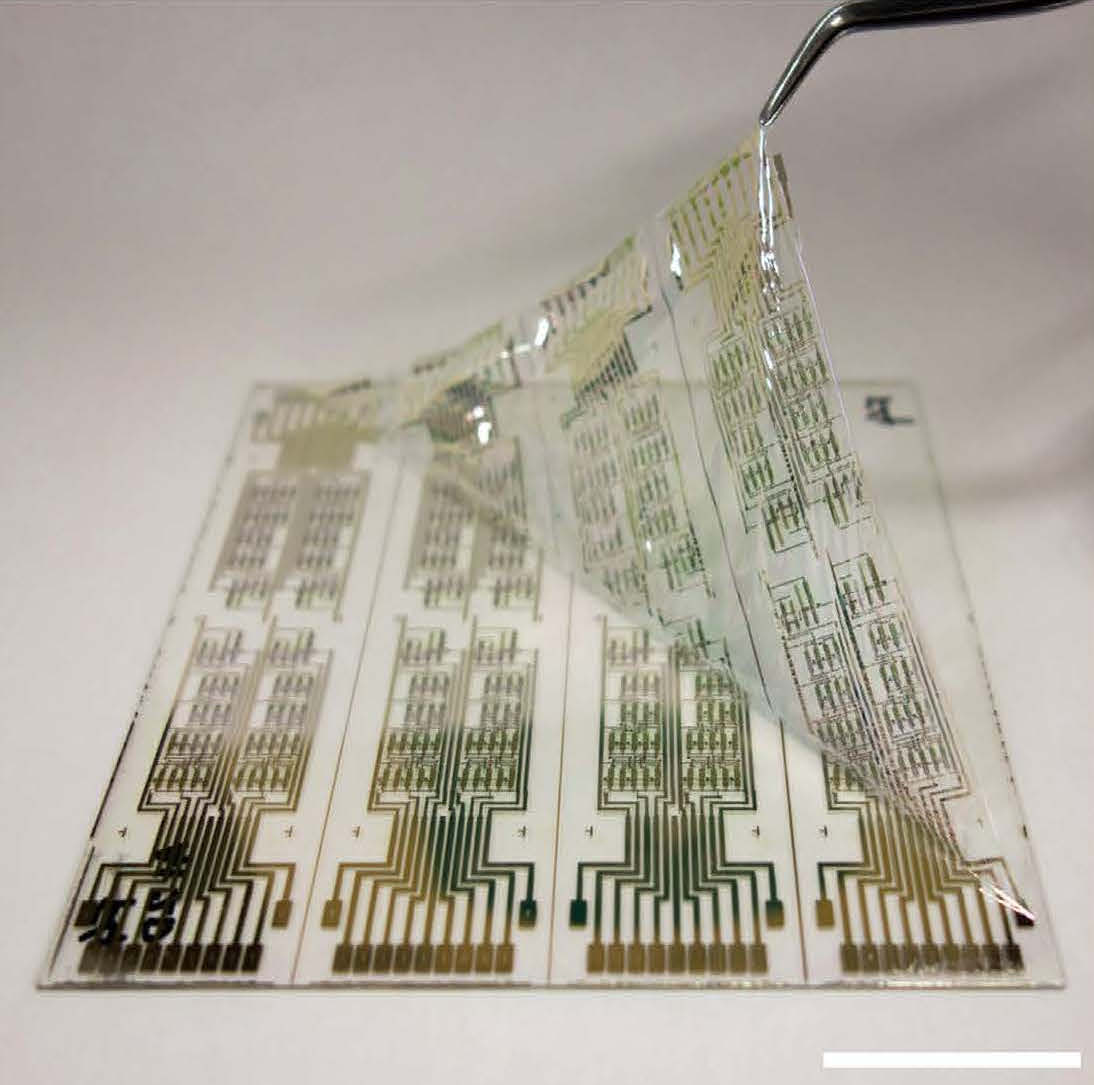
مرتبط

مدارهای خم‌شو اغلب بعنوان اتصال‌دهنده در کاربردهای گوناگونی که خم‌پذیری، حفظ فضا، یا آنجاکه محدودیت‌های تولید باعث محدود کردن سرویس‌پذیری تخته‌مدارها سخت یا سیم‌کشی دستی می‌شود، استفاده می‌شود. یک کاربرد رایج مدارهای خم‌شو در صفحه‌کلیدهای رایانه‌ای است؛ بیشتر صفحه‌کلیدها از مدارهای خم‌شو برای ماتریکس سوئیج استفاده می‌کنند.
در ساخت ال‌سی‌دی، از شیشه بعنوان بستر (زیرلایه) استفاده می‌شود. اگر از یک فویل فلزی یا پلاستیکی نازکِ خم‌پذیر برای بستر به جای آن استفاده شود، کل سامانه خم‌پذیر خواهد شد، چراکه فیلمی که بر روی بستر برنشستیده، معمولاً بسیار نازک و در مقیاس چند میکرومتر می‌باشد.